# Itakyry
Itakyry es un municipio paraguayo del departamento de Alto Paraná, siendo el quinto más poblado después de los cuatro distritos que integran el conurbano del Gran Ciudad del Este. Se encuentra situado sobre el arroyo del mismo nombre, aproximadamente a 435 km de la ciudad de Asunción, conectada por la Ruta PY02 hasta llegar a Ciudad del Este, y en dirección norte por la Ruta PY07.
Está ubicada en el límite noreste del departamento y es regada por los ríos Itambeý, Acaraý, y Piratý. Sus habitantes se dedican a la explotación forestal, a la agricultura y la ganadería. En este distrito se puede apreciar la Reserva Biológica Acaraymi. En Itakyry se asentó La Industrial Paraguaya.

## Historia
En la historia de Itakyrý, hay vestigios de vida que se estima, tienen unos 10 000 años de antigüedad, en ella existía una población indígena guaraní arraigada, así como piezas de cerámica u objetos que se encontraron en esta zona y hoy se exhiben en el Museo de la Tierra Guaraní, de la Itaipú.
En el año 1908 el periodista y escritor español Rafael Barrett descubría la situación de esclavitud que, padecían los «mensú» o peones de la empresa latifundista La Industrial Paraguaya, en los montes del Alto Paraná, de acuerdo a una serie publicada por El Diario bajo el título: «Lo que son los yerbales».
Exactamente un siglo después, la pintoresca casa de madera que fue sede administrativa de la empresa, se alza todavía imponente a orillas del arroyo Itakyrý, hoy convertida en museo de la ciudad y en su interior se guardan múltiples objetos históricos y cotidianos que ilustran lo que fueron aquellos días en que la yerba mate valía tanto como el oro.
La Industrial Paraguaya instaló en esta casa, su cuartel central por un largo tiempo. El gobierno del general Bernardino Caballero le otorgó la concesión de miles de hectáreas de bosques y yerbales vírgenes. La empresa estuvo en la región durante 99 años. El propio general Caballero era miembro del directorio de La Industrial.
También se extraía madera y palmito, esta era una zona riquísima. Ahora, de los bosques, yerbales y palmitales, no queda casi nada. El paisaje en la región de Itakyrý, y en casi todo el Alto Paraná, es un monótono y largo horizonte de cultivos de soja, en donde los «mensú» ya no tienen lugar, porque todo se hace con tractores y cosechadoras mecánicas que requieren muy poca mano de obra. 

## Leyenda
Hay una oscura leyenda acerca de los yerbales del Alto Paraná, que está en los textos de Rafael Barrett y Augusto Roa Bastos, principalmente, y en varias polcas y guaranias del folklore paraguayo que pintan al «mensú» o «minero» como una víctima de la esclavitud.
En Itakyrý, sin embargo, sobrevive una imagen más positiva de lo que fue la epopeya de la yerba mate en la región. Los antiguos pobladores le tienen una especie de respeto, no se va a encontrar gente que hable mal de la empresa La Industrial, porque la historia de la ciudad nació con ella.
En el pequeño Museo local se observan armas y utensilios indígenas mbya, pero también objetos usados en los obrajes, como los «lampiuns» (lamparitas a querosene) que servía para alumbrar en las noches, herramientas como hachas, machetes, balanzas «romanas» para pesar los fardos de yerba, y hasta una antigua vitrola o tocadiscos a cuerda, que los directivos de la empresa hacían sonar en las fiestas o en las noches selváticas, para matar la nostalgia de la distancia.
Entre los objetos curiosos sobresalen una pesa con un mapa del Paraguay de antes de la Guerra del Chaco, donde se observa la Región Occidental más grande, con parte del territorio que luego se adjudicó Bolivia. También hay una lápida de mármol donde se lee en relieve: «La Industrial Paraguaya a Olegario Cañete, 10 de junio de 1918». Nadie sabe responder quien fue Cañete, pero debe haber sido alguien importante como para que la todopoderosa empresa le regale una lápida.

## Geografía
En el pasado, casi toda la zona estuvo cubierta por frondosos bosques, pero el proceso de depredación que se inició en los años 60, prosiguió en las décadas posteriores, dejando para el recuerdo, pues los desmontes se acompañaron por instalación de explotaciones agrícolas tornando la situación irreversible.
El distrito tiene una extensión de 1890 km². Limita al norte con el Departamento Canindeyú, separado por el Río Ytambeý; al sur con el Departamento de Caaguazú y Hernandarias; al este con San Alberto, Minga Porá y Mbaracayú; y al oeste con el Departamento de Caaguazú.

## Hidrografía
Gran parte de sus tierras están regadas por los ríos Acaraý, Ytambeý y sus afluentes, cuenta con varios cursos de agua importantes que riegan la zona, así como el arroyo Piraitý, el arroyo Ytú, el arroyo Itakyry, el arroyo Santo Tomás, el arroyo Capiibarý, el arroyo Paso Itá y otros afluentes que riegan la zona. Gran parte de la zona bordea el río Acaraý, el cual está rodeado de pantanos.

## Clima
El clima de la ciudad es: caluroso, la temperatura media anual oscila entre 21 °C y 22 °C. Durante el verano se registran temperaturas de hasta 39 °C, mientras que en el invierno se observan mínimas de hasta 0 °C.
Las precipitaciones son abundantes, con un promedio que oscila entre 1.650 y 1.700 mm, el índice de humedad y las abundantes precipitaciones favorecen a la agricultura.

## Demografía
De acuerdo a los datos proveídos por el censo paraguayo de 2022, su población total asciende a 27 340 habitantes. Realizando una relación con la población total del distrito se pueden observar que el 70% de la población se encuentra asentado en la zona rural.

## Economía
Es una zona en la que gran parte de la población aún se dedican a la explotación forestal y aquellos que se dedican a las actividades agrícolas ganaderas son solo de subsistencia.
La principal vía de comunicación terrestre es un ramal que parte de la supercarretera, que llega a la ciudad de Itakyrý, y que es la que la conecta con las ciudades de Hernandarias y Ciudad del Este, y además con la ciudad de Asunción, capital del Paraguay, y con otras localidades del departamento, y del país.
Posee los servicios telefónicos de Copaco y los de telefonía móvil, además cuenta con varios medios de comunicación y a todos los lugares llegan los diarios capitalinos.
Los viajeros, visitantes del distrito, cuentan para su traslado, dentro del mismo y su enlace con otros y con la capital, con ómnibus modernos y cómodos. Para los traslados internos tienen ómnibus de menor capacidad.